# Toni-Ann Singh
Pour les articles homonymes, voir Singh.
Toni-Ann Singh, née le 1er février 1996 à Morant Bay, est un mannequin jamaïcain.
Elle est élue Miss Monde 2019 et succède à Vanessa Ponce.

## Concours de beautés
En 2019, elle est couronnée Miss Monde Jamaïque et représente son pays au concours Miss Monde.
Le 14 décembre 2019 à Londres, elle est élue  Miss Monde 2019 et succède à Vanessa Ponce. 
Elle gardera son titre pendant 2 ans et 3 mois, l'édition de 2020 ayant été annulée en raison de l’épidémie de la COVID-19.
Le 16 mars 2021, elle passe la couronne bleue à la polonaise Karolina Bielawska élue Miss Monde 2021.